# Marcel Zerbib
Marcel Zerbib, né le 12 mars 1924 à Bordj Bou Arreridj (Algérie) et décédé le 16 novembre 1980 à Paris (France), est un éditeur d'art et galeriste français qui a dirigé plusieurs maisons d'édition ainsi que la Librairie Les Pas Perdus au 2 bis, rue des Ciseaux à Paris et la Galerie Diderot au 145, boulevard Saint-Germain, toujours à Paris.

## Biographie
Fils de Nessim Zerbib et Emilie Atlan, Marcel Zerbib est le deuxième-né d'une famille de huit enfants. Durant la Seconde Guerre mondiale il rejoint en mai 1943, à l'âge de 19 ans, la France libre en Tunisie,. Il combat en Afrique du Nord, en Italie, en Alsace et participe à la libération de Paris. Après la guerre, il construit sa vie à Paris, où il travaille quelque temps comme assistant technique pour Les Éditions de Minuit. Il rencontre le galeriste et marchand d'art Heinz Berggruen avec qui il fait du courtage en livres entre 1947 et 1950.
En 1949, Marcel Zerbib fonde, avec Paul Gégauff et Georges Bonnemaison, la maison d'édition Les Éditions premières, puis il dirige la Librairie Les Pas Perdus et les éditions Le Cercle des Arts. De 1950 à 1951, plusieurs livres de collection L'Âge d'or, créé par l'éditeur Henri Parisot, sont édités par Les Éditions premières puis la Librairie Les Pas Perdus.
En 1954, il fonde la Galerie Diderot, qui s'installe à la fin des années 1950 au 145, boulevard Saint-Germain à Paris. Jusqu'à la fermeture de la galerie, en 1967, il y travaille avec ses amis surréalistes Man Ray, Wifredo Lam, Max Ernst, Hans Bellmer, Robert Matta mais aussi avec Marc Janson, Bury, Soto, Takis, Ljuba Popovic et Serge Poliakoff. Après la fermeture de la galerie, il continue son activité en tant que courtier en œuvres et éditions d'art jusqu'à son décès en 1980.
Entre 1962 et 1969, Marcel Zerbib collabore avec Man Ray à la production d'une édition limitée de 17 répliques intitulée Les objets de mon affection. Une série de ready-mades modifiés ou des assemblages que l'artiste américain a créé tout au long de sa carrière. Marcel Zerbib accompagne ces éditions d'une publication intitulée Man Ray : objets de mon affection.
En 1968, Man Ray présente l'historienne de l'art allemande Marion Meyer à Marcel Zerbib. Ils se marient en 1973 à Las Vegas (États-Unis). Marion Meyer dirige une galerie d'art du même nom de 1979 à 2010. Leur fille Eva Meyer-Zerbib, née en 1975, perpétue la tradition familiale. Après avoir travaillé avec sa mère, elle ouvre sa propre galerie d'art contemporain en 2010 dans le quartier du Marais à Paris.

## Éditions

### Les Éditions premières
- Benjamin Perret et Max Ernst, La Brébis galante, 1949[14]
- Hans Bellmer, Les Jeux de la poupée. Illustrés de textes par Paul Éluard, 1949[15]
- Ernest de Gengenbach, Judas ou le vampire surréaliste, 1949[16]
- Alberto Savinio, Psyché. Traduction de Henri Parisot. Couverture illustrée par Max Ernst. Collection "L'Âge d'Or", n°1, sous la direction de Henri Parisot, 1950
- William Butler Yeats, L'Œuf de héron, Couverture illustrée par Max Ernst. Collection "L'Âge d'Or", n°2, sous la direction de Henri Parisot, 1950
- Lewis Carroll, La Chasse au Snark. Traduction nouvelle de Henri Parisot. Illustrations de Max Ernst, Collection "L'Âge d'Or", n°3, sous la direction de Henri Parisot, 1950

### Librairie Les Pas Perdus
- Dorothea Tanning, Les 7 périls spectraux, texte de André Pieyre de Mandiargues, 1950[17]
- Henri Michaux, Tranches de savoir suivi du secret de la situation politique. Frontispice par Max Ernst. Collection "L'Âge d'Or", n°4, sous la direction de Henri Parisot, 1950
- Daniel Mauroc, Il n'y a plus rien à vivre ou La neige Cambriole, poème dramatique en deux actes suivi de : Pays du silence, pièce en un acte de Ross-Smith, 1951
- Leonora Carrington, Une chemise de nuit de flanelle. Couverture illustrée par Max Ernst. Cinquante exemplaires numérotés contiennent une linogravure de Hans Arp. Collection "L'Âge d'Or", n°5, sous la direction de Henri Parisot, 1951[18]
- Max Ernst – Kurt Schwitters, La loterie du jardin zoologique accompagné de Fiat Modes. Avec huit dessins de Max Ernst. Cinquante exemplaires numérotés contiennent une eau-forte originale de Max Ernst. Collection "L'Âge d'Or", n°6, sous la direction de Henri Parisot, 1951
- Edmond Jabès, Les mots tracent, Couverture illustrée par Max Ernst. Cinquante exemplaires numérotés contiennent une eau-forte originale de Jacques Villon. Collection "L'Âge d'Or", n°7, sous la direction de Henri Parisot, 1951
- Valentine Penrose, Dons des Féminines. Préface de Paul Éluard, 1951[19]
- Marcel Jouhandeau, Notes sur la Magie et le vol, 1952[20]

### Éditions Cercle des Arts
- Les Maquis de France. Peintures de Jean Amblard.  Lithographie en couleur de Jean Amblard. Livre destiné à présenter les fresques de Jean Amblard, " peintre et résistant " pour la Mairie de Saint-Denis. Poème inédit de Paul Eluard, suivi de textes inédits de Elsa Triolet, Jacques Gaucheron, Auguste Gillot. 1951
- Robert Desnos, De l’Érotisme Considéré dans ses Manifestations Écrites, 1952
- Max Ernst, Sept Microbes vus à travers un tempérament, 1953[21]

### Éditions Galerie Diderot
- Alain Bosquet, Paroles peintes. Gravures originales de : Max Ernst, Jacques Hérold, Wilfredo Lam, Robert Matta, Dorothea Tanning, 1959[2]
- Structures vivantes. Bury - Soto - Takis, 1963.
- Ljuba Popovic, Peintures 1964-1966. Collection "Actuels" dirigée par Marcel Zerbib, 1966.

### Autres éditions
- Max Ernst, Maternité. Eau-forte et aquatinte, Édition à 33 ex. Paris, Zerbib, 1950[22]
- Alberto Giacometti, Le couple. Lithographie, 1951[23]
- Serge Poliakoff, Composition Grise, Rouge et verte. Lithographie, édition à 75 ex. Éd. Marcel Zerbib, Galerie Diderot, 1954
- Max Ernst, Histoire naturelle. Livre. Paris: Berggruen & Cie (Marcel Zerbib), 1956
- Man Ray. Objets de mon affection. Livre. Galerie de l'Europe, Marcel Zerbib, Paris, 1968[24]

## Man Ray - Les objets de mon affection
Objets de Man Ray réalisés dans l'esprit du ready-made et édités par Marcel Zerbib entre 1962 et 1969.
- Jeu d'échecs (1920/1962). Édition de 50 exemplaires
- Trompe l'Oeuf, (1930/1963). Édition de 10 exemplaires[25]
- Puériculture II (1920/1964). Édition de 12 exemplaires
- Poids plume / Featherweight (1960/1965). Édition de 9 exemplaires
- New York 17 (1917/1966). Édition de 9 exemplaires[26]
- By Itself I (1918/1966). Édition de 9 exemplaires
- By Itself II (1918/1966). Édition de 9 exemplaires
- Presse-papier à Priape (1920/1966). Édition de 8 exemplaires
- Varlop, (1935/1966). Édition de 10 exemplaires[27]
- Square Dumb-Bells/ Haltères (1944/1966). Édition de 18 exemplaires
- Pain peint ou (Blue bread - Favorit food for the blue birds) (1958/1966). Édition de 9 exemplaires
- Le fer rouge / Red iron (1966). Édition de 10 exemplaires
- La manche dans la manche (Le marteau sans maître), (1921/1967). Édition de 9 exemplaires
- Phare de la harpe (1967). Édition de 15 exemplaires
- Vierge Apprivoisée (let me out) (1969). Édition de 11 exemplaires

## À voir
- Marcel Zerbib, William N. Copley, Valentine Penrose and Gloria De Herrera at Max Ernst’s house at Saint-Martin-d’Ardèche, c. 1951. Sur williamncopley.com
- Correspondance Jean Paulhan, André Pieyre de Mandiargues (1947-1968). Collection Les Cahiers de la NRF, Gallimard.